# Musée national de l'aéronautique et de l'espace
Le Musée National de l'Aéronautique et de l'Espace (en espagnol : Museo Nacional Aeronáutico y del Espacio) est un organisme culturel chargé de la préservation et de la diffusion du patrimoine aéronautique au Chili.

## Histoire
Il a été créé le 13 juillet 1944 sous le nom de Musée de l'Aviation (en espagnol : Museo de Aviación) pendant le gouvernement de Juan Antonio Ríos à travers le décret surprême n°486, qui stipule entre autres que il se situera à Santiago et qu'il dépendra de la Direction Générale de l'Aviation Civile chiliene (es). Son premier directeur était le premier lieutenant de la force aérienne chilienne, Enrique Flores Álvarez.

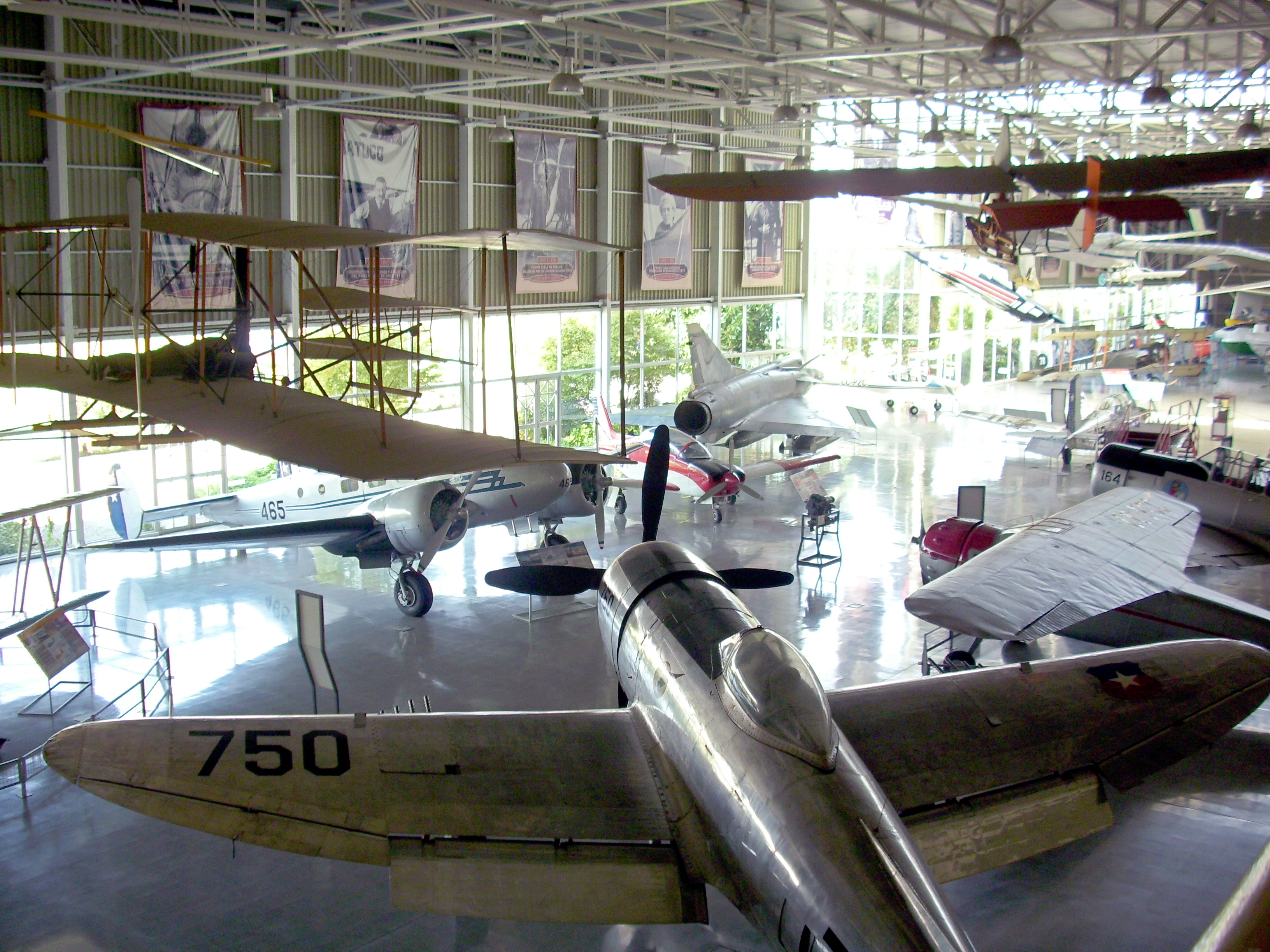
Le salon principal du musée, similaire à un hangar, où sont exhibés des aéronefs de toutes les époques.

Parallèlement à la création du musée, on créé une école d'aéromodélisme et de planeur avec pour but de diffuser l'intérêt pour l'aéronautique.
Ce musée s'est trouvé à divers endroits à Santiago, il était d'abord dans l'ancien local de l'Académie de Guerre dans la rue Catedral (es) n° 2092 à Santiago (commune).
Ensuite, il était dans les bureaux de la Direction de l'Aéronautique (en espagnol : Dirección de Aeronáutica) avenue Libertador Bernardo O'Higgins.
Ensuite il a été transferé au Pavillon París (es) du parc Quinta Normal et finalement le 20 septembre 1988 commencent les travaux pour le musée à Cerrillos où il y avait déja l'aéroport de Los Cerillos avec pour architecte Fernando Torres Arancibia.
Le 9 mars 1992, le musée est inauguré par Patricio Aylwin, alors président du Chili, le ministre de la défense, Patricio Rojas (es), le commandant en chef de la Force aérienne chilienne, Ramón Vega Hidalgo (es), le directeur général de l'aéronautique civile, José de la Fuente et le directeur du musée Mario Jahn Barrera (es). Plus tard, sous la présidence de Eduardo Frei Ruiz-Tagle, le décret suprême n°800 du 26 octobre 1995 reconnait le caractère "national" du musée et obtient son nom actuel (2025).
Pendant quasiment deux ans, le musée est fermé à cause de la pandémie de Covid-19 et réouvre en janvier 2022.

## Collections
Le musée contient des oeuvres d'arts, des objets liés à la milice, des uniformes de la Force aérienne chilienne et des monuments historiques qui font partie de l'aéronautique chilienne.